# Orany (gmina w powiecie wileńsko-trockim)
Orany – dawna gmina wiejska istniejąca w latach 1925–1939 w województwie nowogródzkim / województwie wileńskim w Polsce (obecnie na Litwie). Siedzibą władz gminy były Orany (Varėna).
Gminę Orany utworzono 1 lipca 1925 roku w powiecie lidzkim w woj. nowogródzkim z części obszaru gminy Koniawa oraz z miejscowości, które stanowiły odcinek byłego pasa neutralnego, położone na prawym brzegu rzeki Uły. 1 lipca 1926 roku gminę przyłączono do powiatu wileńsko-trockiego w woj. wileńskim. Po manewrze tym powstała styczność pomiędzy województwami wileńskim a białostockim.
3 czerwca 1930 roku do gminy Orany przyłączono pozostały obszar zniesionej gminy Koniawa.
Po wojnie obszar gminy Orany został odłączony od Polski i włączony do Litewskiej SRR.
Uwaga!

Nie mylić z gminą Orany w powiecie trockim z siedzibą w Oranach (obecnie Senoji Varėna lub Stare Orany), położonych 4 km na północ od Oran na prawym brzegu Mereczanki; w latach międzywojennych miejscowość ta była dużo większa od Oran na południowym brzegu (dzisiaj jest odwrotnie). W związku z demarkacją granicy z Litwą Środkową północna część gminy Orany weszła w skład Litwy Kowieńskiej, natomiast obszar wokół "południowych" Oran (należący początkowo też do gminy Orany) znalazł się w strefie tzw. pasa neutralnego. Odcinek ten (bez formalnego statusu gminy) przyznano Polsce w lutym 1923 w myśl decyzji Rady Ambasadorów i dołączono do przyległego powiatu lidzkiego w woj. nowogródzkim. Dopiero w 1925 roku z północnej części tego obszaru (oraz z części gminy Koniawa jak wyżej) powstała nowa gmina Orany, natomiast z południowej części (na lewym brzegu Uły) utworzono nową gminę Marcinkańce w powiecie grodzieńskim w woj. białostockim.